# La spada di Aldones
La spada di Aldones (The Sword of Aldones) è un romanzo del 1962 di fantascienza e fantasy scritto da Marion Zimmer Bradley, facente parte del ciclo di Darkover. Il romanzo fu finalista nel 1963 al Premio Hugo come miglior romanzo dell'anno. È il primo romanzo ad aver lanciato in tutto il mondo il successo della saga a cui appartiene.
Questo romanzo si può situare dopo gli eventi narrati nel volume L'erede di Hastur. È anche da considerarsi come il primo romanzo che Marion Zimmer Bradley scrisse su Darkover, tralasciando Le foreste di Darkover, che venne inizialmente pubblicato a puntate su di una rivista.
Il successivo in ordine cronologico è L'esilio di Sharra, romanzo che tuttavia Marion Zimmer Bradley sviluppò come riscrittura de La spada di Aldones, e quindi del tutto contemporaneo per eventi, personaggi e fatti a questo romanzo (del quale è da considerarsi come un ampliamento).
È stato pubblicato per la prima volta in italiano nel 1994.

## Trama
Quando Lewis Alton torna sul pianeta Darkover, richiamato dal reggente del Dominio degli Alton, porta ancora con sé i segni del terribile scontro che l'ha mutilato e straziato, nell'anima e nel cuore, dopo la ribellione di Sharra (tutti eventi narrati ne L'erede di Hastur).  Sul pianeta del Sole Rosso le cose stanno infatti precipitando e ha inizio una lotta sotterranea contro i terrestri, tanto che alcuni nobili Comyn vogliono usare il potere di Sharra (la dea del fuoco, il cui culto è proibito) per sconfiggerli.
Il giovane Lew, figlio di un darkovano e di una terrestre, si troverà così diviso fra le due fazioni in lotta. E dovrà ancora una volta affrontare gli spettri del suo passato, confrontarsi con il potere oscuro della dea Sharra a cui è rimasto incatenato, cercando l'aiuto di un dio che le sia superiore: Aldones, il Signore della Luce.

## Premi
- Finalista al Premio Hugo per il miglior romanzo 1963.

## Edizioni
- Marion Zimmer Bradley, La spada di Aldones, traduzione di Riccardo Valla, collana Teadue, TEA, 1994,  pp. 253, cap. 16, ISBN 88-7819-357-7.